# Notolabrus fucicola
Notolabrus fucicola е вид лъчеперка от семейство Labridae.

## Разпространение
Видът е разпространен в Австралия и Нова Зеландия.